# Greg Howe (album)
Greg Howe è il primo album in studio del chitarrista statunitense Greg Howe, pubblicato nel 1988.

## Tracce
Musiche di Greg Howe.
1. Kick It All Over – 5:03
2. The Pepper Shake – 4:11
3. Bad Racket – 3:43
4. Super Unleaded – 5:38
5. Land of Ladies – 4:25
6. Straight Up – 3:58
7. Red Handed – 5:23
8. After Hours – 3:33
9. Little Rose – 5:50

## Formazione
Musicisti
- Greg Howe – chitarra
- Billy Sheehan – basso
- Atma Anur – batteria

Produzione
- Mike Varney – produzione
- Steve Fontano – ingegneria del suono, missaggio
- Mark "Mooka" Rennick – missaggio
- Steve Hall – mastering